# Coenina cervina
Coenina cervina là một loài bướm đêm trong họ Geometridae.